# Tesfaye Tafa
Pour les articles homonymes, voir Tafa.
Tesfaye Tafa (né le 15 novembre 1962) est un athlète éthiopien.

## Palmarès
| Date | Compétition                            | Lieu          | Résultat | Épreuve     | Performance     |
| ---- | -------------------------------------- | ------------- | -------- | ----------- | --------------- |
| 1989 | Championnats du monde de cross-country | Stavanger     | 3e       | Par équipes | 162 pts         |
| 1990 | Championnats du monde de cross-country | Aix-les-Bains | 2e       | Par équipes | 96 pts          |
| 1990 | Championnats d'Afrique                 | Le Caire      | 1er      | Marathon    | 2 h 33 min 38 s |
| 1991 | Marathon d'Amsterdam                   | Amsterdam     | 1er      | Marathon    | 2 h 13 min 26 s |
| 1996 | Championnats du monde de cross-country | Stellenbosch  | 3e       | Par équipes | 107 pts         |